# Fort Hancock
Fort Hancock è un census-designated place degli Stati Uniti d'America situato nella contea di Hudspeth dello Stato del Texas.
La popolazione era di 1.750 persone al censimento del 2010.

## Storia
Fort Hancock fu fondata come stabilimento militare denominato Camp Rice nel 1882, lungo la San Antonio-El Paso Road.

## Geografia fisica
Fort Hancock è situata a 31°17′30″N 105°51′37″W (31.291596, -105.860364), al confine con il Messico, di fronte a El Porvenir, Chihuahua. Il Fort Hancock-El Porvenir International Bridge collega le due comunità, e il Fort Hancock Port of Entry si trova sul lato del Texas.
Secondo lo United States Census Bureau, ha un'area totale di 37,8 miglia quadrate (98 km²), di cui 37,7 miglia quadrate (98 km²) di terreno e 0,2 miglia quadrate (0,52 km²) (0.42%) d'acqua.

## Società

### Evoluzione demografica
Secondo il censimento del 2000, c'erano 1.713 persone, 486 nuclei familiari e 405 famiglie residenti nella città. La densità di popolazione era di 45,5 persone per miglio quadrato (17,6/km²). C'erano 579 unità abitative a una densità media di 15,4 per miglio quadrato (5,9/km²). La composizione etnica della città era formata dal 94,51% di bianchi, lo 0,18% di nativi americani, il 4,03% di altre razze, e l'1,28% di due o più etnie. Ispanici o latinos di qualunque razza erano il 90,83% della popolazione.
C'erano 486 nuclei familiari di cui il 58,6% aveva figli di età inferiore ai 18 anni, il 66,7% aveva coppie sposate conviventi, il 14,0% aveva un capofamiglia femmina senza marito, e il 16,5% erano non-famiglie. Il 15,2% di tutti i nuclei familiari erano individuali e l'8,2% aveva componenti con un'età di 65 anni o più che vivevano da soli. Il numero di componenti medio di un nucleo familiare era di 3,52 e quello di una famiglia era di 3,97.
La popolazione era composta dal 39,3% di persone sotto i 18 anni, il 9,3% di persone dai 18 ai 24 anni, il 27,1% di persone dai 25 ai 44 anni, il 16,3% di persone dai 45 ai 64 anni, e il 7,9% di persone di 65 anni o più. L'età media era di 26 anni. Per ogni 100 femmine c'erano 105,6 maschi. Per ogni 100 femmine dai 18 anni in giù, c'erano 90,3 maschi.
Il reddito medio di un nucleo familiare era di 17.525 dollari e quello di una famiglia era di 18.560 dollari. I maschi avevano un reddito medio di 17.411 dollari contro i 13.281 dollari delle femmine. Il reddito pro capite era di 7.037 dollari. Circa il 44,6% delle famiglie e il 46,7% della popolazione erano sotto la soglia di povertà, incluso il 50,7% di persone sotto i 18 anni e il 57,6% di persone di 65 anni o più.